# Ľuboš Kostelný
Ľuboš Kostelný (* 5. července 1981, Martin) je slovenský herec a komik.
Absolvoval studium herectví na konzervatoři a VŠMU v Bratislavě. Od roku 2003 byl členem činohry SND. Z SND odešel v roce 2010, ale nadále v něm hostuje. Nastudoval množství divadelních, televizních a filmových postav, působí ve Slovenském rozhlase a dabingu.
24. ledna 2011 utrpěl spolu s herečkou Zuzanou Fialovou zranění při sebevražedném teroristickém útoku na moskevském letišti Domodědovo, v důsledku nichž oba strávili týden v moskevské nemocnici.

## Divadelní role a ocenění
- Artie (Incident)
  - Cena časopisu Reflex za nejlepší herecký výkon festivalu Zlomvaz Praha 2002
  - Cena za nejlepší mužský herecký výkon ve vedlejší roli festivalu divadelních škol Varšava 2002

- Azdak (Kavkazský křídový kruh)
- Platonov (Platonov)
  - Cena za nejlepší herecký výkon festivalu Setkání Brno 2003
  - Cena za nejlepší mužský herecký výkon v hlavní roli festivalu divadelních škol Varšava 2003
  - Představení získalo cenu v anketě Desky 2003 v kategorii Objev sezóny

- John (Bash)
- Chlapec (V hodině rysa)
- Filin (Mizantrop)
- Bruno (Velkolepý paroháč)
- Čert (Hra o svaté Dorotě)
  - Nominace na cenu za nejlepší mužský herecký výkon v anketě Desky 2004

- Lionel (Dům nad oceánem)
- Doktor (Ignorant a šílenec)
  - Nominace na cenu za nejlepší mužský herecký výkon v anketě Desky 2005
  - Výroční cena Literárního fondu za divadelní tvorbu 2005

- Bouzin (Tak se na mě přilepila)
- Des Grieux (Manon Lescaut)
- Jurga (Hana Jurgovo)
- Billy (Mrzák z Inishmaanu)
- Horatio (Hamlet)
- Matúš / Teze (Plantáž)
- Alexej Petrovič Feoditik (Tři sestry)
- Gaston (Tanec toreador)

## Filmografie
- 1997: Katarína Hudáková odešla na věčnost (TV inscenace)
- 2000: Krajinka (Vinco)
- 2000: Král sokolů (Vincek)
- 2001: Rebelové (Eman)
- 2002: Záchranáři (Martin) TV seriál
- 2005: Sluneční stát (Vinco)
- 2005: Ticho (Karol) TV
- 2005: Podvraťáci (Emilián) TV
- 2007: O rodičích a dětech
- 2007: Ordinace v růžové zahradě (seriál) (MUDr. Stanislav Juríček)
- 2008–současnost: Profesionálové (Npor. František Boborovský)
- 2008: Ženy mého muže
- 2008: Taková normální rodinka (Petr)
- 2008: Muzika (Martin)
  - Cena Igric 2008 za herecký výkon
- 2009: Ako som prežil
- 2009: Bratislavafilm
- 2009: 3 sezóny v pekle
- 2011: Zita na krku (Hugo)
- 2013–současnost: Búrlivé víno (Róbert Říční)
- 2017 Všechno nebo nic
- 2018 Prázdniny: Vánoční dobrodružství
- 2019 Uzly a pomeranče
- 2020 Příliš osobní známost
- 2020 Kryštof